# کامیک-کان سن دیگو
کامیک-کان بین‌المللی سن‌دیگو (به انگلیسی: San Diego Comic-Con International)‏ که معمولاً به صورت کامیک-کان (به انگلیسی: Comic-Con) یا کامیک-کان سن‌دیگو (به انگلیسی: San Diego Comic-Con) شناخته می‌شود. کنفرانسی است سالانه که در هر تابستان به مدت چهار روز در شهر سن‌دیگوی آمریکا برگزار می‌شود. این کنفرانس ابتدا برای نمایش کتاب داستان‌های مصور بود اما بعدها گسترۀ بزرگی از سریال‌ها، فیلم‌ها، بازی‌های رایانه‌ای و دیگر محصولات فرهنگی مردمی را دربر گرفت. در سال ۲۰۱۰ ۱۳۰٬۰۰۰ نفر در این کنفرانس‌ها شرکت کردند که بزرگ‌ترین کنفرانس کامیک در آمریکا و چهارمین کنفرانس بزرگ کامیک در دنیا پس از کامیکت (ژاپن)، اینترنشنال کامیک فستیوال (فرانسه)، لوکا کامیک اند گیمز (ایتالیا) محسوب می‌شود.